# Аґастес Еґер
Аґастес Вілінґтон Шелтон Еґер (4 січня 1890 — 30 грудня 1968) — офіцер Королівського флоту Великої Британії, командор. Учасник Першої і Другої світових війн. Нагороджений Хрестом Вікторії, найвищою нагородою за відвагу перед обличчям ворога, якою можуть бути нагороджені військові Великої Британії та Співдружності, за потоплення більшовицького крейсера «Олег» під час Громадянської війни в Росії.
У своїй військово-морській біографії «Сліди в морі», опублікованій у 1961, Еґер описав себе як «сильно напружений і творчий». В Оксфордському національному біографічному словнику сказано, що Еґер «втілює „морського пса“ британської військово-морської традиції: почесний, надзвичайно хоробрий і повністю відданий королю, країні та королівському флоту».

## Раннє життя
Аґастес Еґер народився в Канді (Цейлон), 4 січня 1890. Він був тринадцятою дитиною Джона Шелтона Еґера/Іґера, ірландця з Мілтауна, (графство Керрі), який покинув рідну землю в 1860, щоб стати успішним плантатором чаю на Цейлоні. Двоюрідна сестра Джона Онора Іґера була першою дружиною Джеремі О'Донована Росса, ірландського лідера феніанів і члена Ірландського республіканського братства. Еґер виховувався в комфортних умовах у гарному будинку зі слугами. Мати Еґера, яка була австрійкою, померла незабаром після його народження, і у віці восьми років його разом із одним із братів відправили до школи у Великій Британії. Усі його брати здобули освіту в англійських державних школах, а всі його сестри — в австрійських чи німецьких школах. Його батько помер у 1902 від холери, яку підхопив під час візиту до Китаю.
Аґастес («Ґас») Еґер навчався у Фремлінґемському коледжі в Саффолку. Тепер він був без батьків і постійного житла, і його старший брат Шелтон вирішив піти на флот. Ґас, який обожнював свого старшого брата, охоче погодився піти з ним. Для підготовки він відвідав Істменську Королівську військово-морську академію в Саутсі.
Друг сім'ї, Генрі Джексон, пізніше адмірал і Перший морський лорд, висунув Еґера на місце в щорічному наборі курсантів флоту. Згодом Еґер склав вступні іспити і в 1904 вступив до військово-морської кадетської школи «Британія» в Дартмуті. «Британія» був дерев'яним військовим кораблем, застарілим, який спустили на воду в 1860. Незабаром він був прив'язаний і використовувався як стаціонарний навчальний корабель.
У рамках навчання Еґер вийшов у море на крейсері «Хайфлаєр», а потім на трохи старшому «Айсіс». Ці кораблі були розміщені на Бермудських островах, і багато занять проводилися на березі, коли кораблі були в порту. У цей період у Еґера залишилося багато приємних спогадів про спорт, плавання, катання на човнах та пікніки.
У довоєнний період Еґер служив на низці кораблів, у тому числі на лінкорах «Принц Уельський» (приєднаний до Середземноморського флоту) та «Квін Елізабет», яким командував капітан (згодом адмірал) Девід Бітті. Він дуже захоплювався розмахом і стилем Бітті.
Рання підготовка Еґера дала йому ґрунтовні знання з основних морських справ, особливо в управлінні невеликими човнами. Це мало стати великим активом пізніше в його кар'єрі. У 1910 Еґер успішно склав іспит з мореплавства і отримав звання в.о. підлейтенанта. Протягом 1911 служив на борту есмінця «Рубі». Наступний період він провів на курсах у Портсмуті та в Королівському військово-морському коледжі в Гринвічі. 30 червня 1912 отримав звання лейтенанта.
Після завершення курсів Еґер був призначений на малі кораблі. Першим його судном був торпедний катер № 23. У квітні 1913 його відправили вчитися літати. Це була не зовсім його справа, хоча він отримав ліцензію пілота, переживши три аварії на дуже примітивних літаках того часу. Еґер приєднався до команди дредноута, лінкора «Гібернія» у вересні 1913, що належав до Домашнього Флоту.
У цей період Еґер став експертом зі стрільби.

## Перша світова війна

### Великий флот
Еґер був на борту «Гібернії», коли в серпні 1914 почалася Перша світова війна, і незабаром разом з нею відплив до британської військової бази в Скапа-Флоу. Вона була частиною Великого флоту адмірала Джона Джелліко.
У міру того як до флоту приєдналися новіші та швидші дредноути, попередні дредноути ставали все більш застарілими, вони були повільнішими, зі значно меншою вогневою міццю та поганими конструктивними характеристиками.

### Дарданелли і караул
Влітку 1915 було вирішено відправити «Гібернію» на Дарданелли, щоб надати артилерійську підтримку висадці союзників на півострові Галліполі. «Гібернія» прибула у вересні 1915 на базу Королівського флоту Мудрос на грецькому острові Лемнос біля входу в протоки, що ведуть до Чорного моря.
Захищені води Егейського моря та протоки дозволили «Гібернії» використовувати всі свої гармати, і вона була використана для обстрілу турецьких цілей на Галліполі та сусідньому узбережжі Малої Азії. Одного разу в неї влучив турецький снаряд, але судно не отримало серйозних пошкоджень.
«Гібернія» повернулася до Британії, коли союзники евакуювалися з Галліполі, і перебазувалися до Росайту, щоб захиститися від набігів німецьких кораблів на британське узбережжя. Через їхню повільну швидкість і слабку наступальну потужність лінкорам не було наказано приєднатися до Великого флоту для Ютландської битви 31 травня 1916, хоча вони піднялися в очікуванні бою.

### Північна Росія
Після Ютландської битви загроза лінкорів з боку Німеччини дещо відступила, а небезпека від мін і підводних човнів зросла. Особливо вразливими були два порти — Мурманськ і Архангельськ — на півночі Росії, якими користувалися британські торгові кораблі, що доставляли матеріальні засоби своєму союзнику. Для протидії цій загрозі були відправлені морські траулери, а два старих крейсера були модифіковані, щоб виконувати функції ремонтних майстерень і штабів цієї флотилії. Еґер приєднався до одного з них — «Іфіґенія» у грудні 1916. «Іфіґенія» датується 1892, мала водотонажність 3400 тонн і на початку своєї роботи могла розвивати швидкість до 20-ти вузлів.
«Іфігенія» прибула до Мурманська в березні 1917, коли починалася російська революція. Вона діяла з Архангельська влітку, коли Біле море було чистим, а взимку — у Мурманську, коли він був вільний від льоду. Хоча місцевим командирам союзників було очевидно, що висаджена після весни 1917 техніка не використовується належним чином, Вайтголл проігнорував їхню пораду зупинити потік. Справді, значна частина техніки була або знищена, або в кінцевому підсумку використана більшовиками чи німцями.
Перебуваючи в Мурманську, Еґер мав можливість відновити знайомства з друзями, російськими офіцерами з крейсера «Аскольд», який стояв поруч. Він служив з ними в Дарданеллах, коли був на кораблі «Гібернія». Еґер знову зустрівся з ними на верфі Девонпорта. Однак незабаром на «Аскольді» спалахнув заколот, і Еґер був шокований, побачивши, що його друзів-офіцерів заарештовували одного за одним і виводили на берег, щоб більше його не бачили. Дисципліна на борту корабля повністю зламалася, і після того, як останній запас їжі та припасів було спожито, його покинули іржавіти.
Ця важка і часом небезпечна місія займала «Іфігенію» до кінця лютого 1918, коли погіршення умов і ворожий більшовицький уряд спричинили відхід. Англійці змогли забрати з собою низку росіян, які тікали від більшовиків.
Російський досвід був цінним для Еґера пізніше в його кар'єрі.

### Прибережні моторні човни
Еґер служив на прибережних моторних човнах (CMB) у рідних водах на останньому етапі війни. Ці невеликі судна мали водотоннажність лише 5 тонн у порівнянні з 1110 тонами у есмінця часів Першої світової війни. Основною їхньою наступальною зброєю була торпеда. Вони мали невелику осадку і могли діяти близько від берега.
CMB несли одну або дві торпеди, залежно від того, чи були вони «сорока футерами» чи «п'ятдесяти п'ятфутерами». Міни можна було замінити торпедами, вони також несли глибинні бомби та кулемети Льюїса. Планувалося, що вони будуть або відбуксировані, або доставлені на місце бою на контрольоване Німеччиною узбережжя легкими крейсерами та есмінцями командора Реджинальда Тірвіта з Гаріджа. Завдяки невеликій осадці вони могли проскочити через шахти і атакувати німецькі патрульні кораблі навколо Гельголанда. З настанням 1918 назріла більш амбітна схема відправки CMBs над мілководдям, щоб атакувати німецький флот на його якірній стоянці. Однак 11 листопада 1918 відбулося перемир'я, до того, як ці плани могли бути втілені в життя.
Аґастес Еґер був обраний для цієї служби саме як офіцер-торпедоносець і мінний офіцер. Він брав участь у відомому рейді на Зебрюґґе під керівництвом командора Роджера Кіза, CMBs використовувалися для прокладки димових завіс за межами молу, щоб прикрити втечу екіпажів блокових кораблів. Влітку 1918 він перебував у Дуврі та в Дюнкерку, де CMBs атакували німецькі патрульні кораблі вздовж бельгійського узбережжя.

## Громадянська війна в Росії
Кінець війни застав його на базі CMBs на острові Озіа в Ессексі, Велика Британія. Наприкінці 1918 Менсфілд Сміт-Каммінґ, голова закордонного відділу Британської секретної розвідувальної служби, попросив його зголоситися на місію в Балтійському морі, де CMBs мали використовуватися для перевезення британських агентів туди-сюди з більшовицької Росії. Невелика осадка та висока швидкість CMBs зробили їх ідеальними для висадки на окуповані ворогом береги та швидкої втечі. Еґер і два його човни технічно перебували під командуванням Міністерства закордонних справ (зокрема, капітан Менсфілд Сміт-Каммінґ, голова МІ6).
Еґер створив невелику базу в Терійокі, недалеко від більшовицького кордону. Звідси він здійснив надсекретну та небезпечну місію по витягу з узбережжя Петроградської затоки Пола Дюкса, людини, яку він знав по МІ6 під кодовим ім'ям ST-25. Останній британський агент, який залишився в Росії, Дюкс деякий час проникав до більшовицького уряду і робив копії дуже секретних документів. Майстер маскування, він був відомий як «Людина зі сотнею облич», але його ресурси на той час вичерпалися. Щоб визволити Дюкса, човни Еґера повинні були перетнути більшовицькі мінні поля та пройти повз низку фортів і кораблів, які охороняли вхід до більшовицької військово-морської бази в Кронштадті та до Петрограда, теперішнього Санкт-Петербурга.
У східній частині Балтійського моря також діяв загін легких крейсерів і есмінців Королівського флоту під керівництвом адмірала Волтера Коуена. Хоча технічно це не було пов'язано, Еґер регулярно звітував перед Коуеном і отримував від нього допомогу. Місія Коуена полягала в тому, щоб відкрити морські шляхи до нових республік Фінляндії, Латвії, Естонії та Литви, які перебували під загрозою захоплення більшовицькою Росією.
Під час своїх місій Еґер і його екіпаж одягалися в цивільний одяг, щоб підтримувати вигадку про те, що Британія не причетна. На борту у них була уніформа на випадок, якщо їм загрожує захоплення. Без уніформи їх могли розстріляти як шпигунів.
Еґер відчув, що його невелика сила має робити більше, ніж виконувати роль шатла. Більшовики захопили значну частину російського флоту в Кронштадті. Еґер вважав ці кораблі загрозою для британських операцій і взяв на себе атаку на ворожі лінкори.

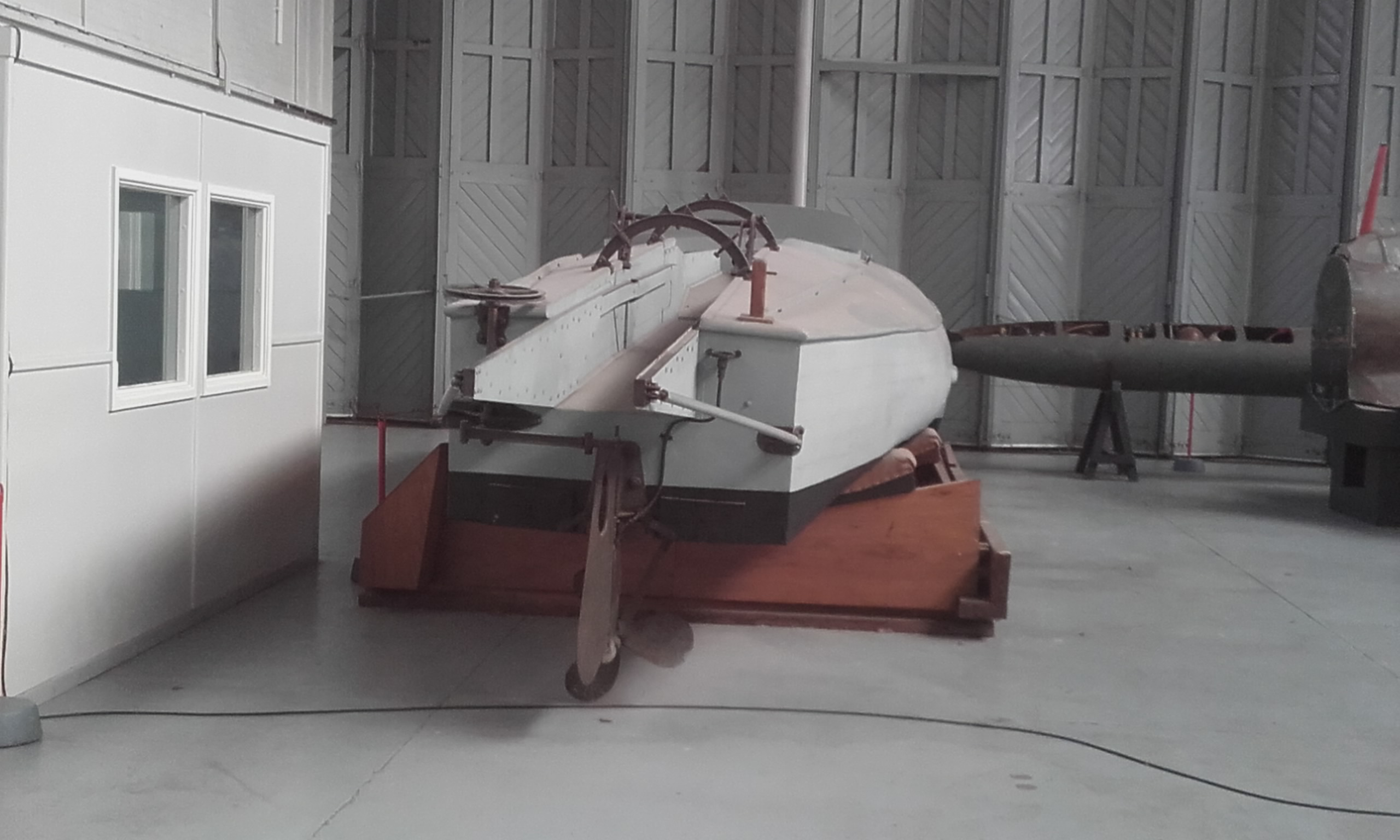
HM Coastal Motor Boat 4 (1916) на виставці в Імперському військовому музеї Даксфорда в жовтні 2017. Вигляд з корми, що показує рампу для запуску торпеди.

Еґер вирушив у дорогу зі своїми двома човнами, «HM Coastal Motor Boat 4» та іншими суднами 17 червня 1919. Треба було повернути назад, перш ніж завершити свою місію, але Еґер продовжив плисти у бухту. Лінкорів у гавані не було. Перший CMB4 врізався в екран есмінця і наближався до більшого військового корабля далі до берега, коли другий CMB4, корпус якого був пошкоджений вогнем, зламався. Його довелося відвезти на ремонт біля хвилеріза, і він протягом двадцяти хвилин був на виду у ворога. Потім атака була відновлена і російський 6645-тонний бронепалубний крейсер «Олег» був потоплений, після чого Еґер під потужним вогнем відійшов у безпечну відкриту бухту. За це він був нагороджений Хрестом Вікторії і 30 червня 1919 отримав звання лейтенанта.
Усвідомлюючи корисність CMBs, Коуен наказав відправити їх до Великої Британії більше, щоб поповнити свій флот.
18 серпня 1919 Еґер взяв свій човен, що залишився і використовувався проти совітів, виконуючи роль провідника для флотилії з шести інших суден, проводячи їх через мінні поля та повз форти. Човну Еґера було наказано залишатися за межами гавані, а атаку очолив командир Клод Добсон. Вони увійшли в Кронштадтську гавань, цього разу пошкодивши два лінкори, 17400-тонний пре-дредноут «Андрій Первозванний» і дредноут «Петропавлівськ» і потопивши 6734 тонне підводне депо «Пам'ять Азова».
Тим часом Пол Дюкс, вважаючи Еґера мертвим через те, що він не з'явився на місці їхнього побачення, вирішив залишити Петроград наземним транспортом і був змушений перестрибувати з трамвая на трамвай у місті, щоб відчепитися від агентів ЧК. Після низки надзвичайних пригод по розореній війною Латвії під різноманітними маскуваннями він повернувся до Лондона зі своїми секретними документами, скопійованими на цигарковий папір. Згодом король Георг V посвятив його в лицарі, і він досі залишається єдиною людиною, яку було посвячено в лицарі виключно за його подвиги як шпигуна.

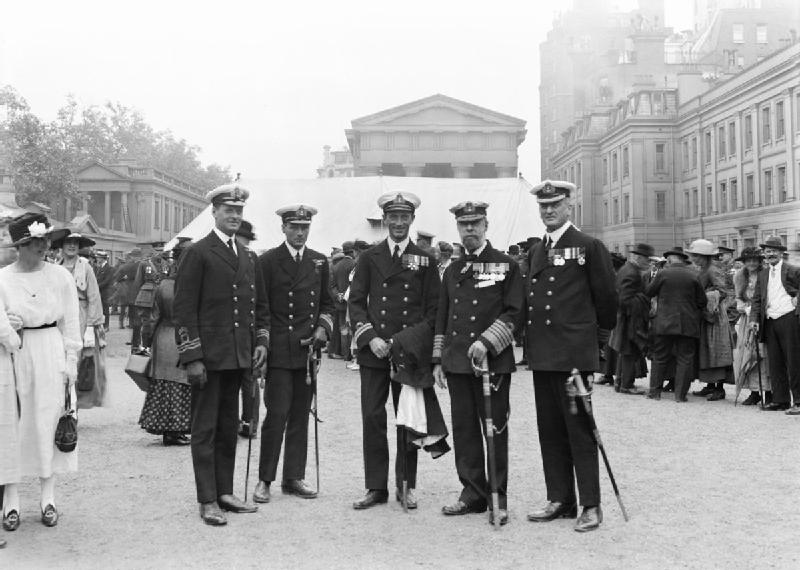
Група військово-морських діячів на вечірці, яку влаштував король Георг V для володарів Хреста Вікторії в казармах Веллінгтона. Гордон Чарльз Стіл другий зліва, а Аґастес Еґер у центрі.

За участь у Кронштадтській акції Еґер був нагороджений орденом «За видатні заслуги». Добсон та інший офіцер RNB Гордон Стіл отримали хрести Вікторії.
Британська морська присутність у Балтійському морі мала вирішальне значення для забезпечення незалежності Естонії та Латвії.

## Між війнами
Одразу після свого балтійського досвіду Еґер повернувся на острів Осея. 20 липня 1920 він одружився з Мері Петре, 19-ю баронесою Фернівалл.
У період між війнами Еґер мав низку морських командувань. Його першим судном у червні 1920 став легкий крейсер «Чатем» вагою 5400 тонн, призначений для новосформованих Військово-морських сил Нової Зеландії, пізніше відомих як Новозеландська дивізія (тоді ще входила до складу Королівського флоту). У 1922 отримав командування «Філомель», застарілим крейсером вагою 2575 тонн, який використовувався як навчальний корабель для новозеландської дивізії. Це були дуже щасливі роки для Еґера, у дружній країні з цікавою роботою та регулярними круїзами південними морями.
1 січня 1924 року на прохання короля Георга V Еґер був призначений капітаном королівської яхти HMY Victoria and Albert, що стало ще одним приємним обов'язком. Еґер служив на яхті короля до січня 1925.
Великим професійним завданням у квітні 1926 стало командування 4-ю флотилією есмінців, яка була приписана до Середземноморського флоту. Головнокомандувач, адмірал Роджер Кіз, спеціально запросив на службу Еґера. Кіз був видатним лідером і підніс флот до вершини його ефективності. Флотилія складалася з чотирьох кораблів, а Еґер був командиром флотилії на есмінці «Вітч» до липня 1927.
До кінця 1920-х Еґер і його дружина жили окремо; вони розлучилися в 1931. Це, ймовірно, негативно вплинуло на його шанси на підвищення, не даючи йому досягти звання флагмана.
Після цих призначень Еґер був відправлений на курси та на берегове чергування на кілька років, включаючи перебування військово-морським радником делегації Нової Зеландії на Лондонській військово-морській конференції 1930 року.
30 вересня 1930 Еґер був призначений командувати шлюпом «Скарборо», приєднаного до ескадри Північної Америки та Вест-Індії. У цей час він одружився з Іною Маргарет Лінднер на Бермудських островах. Цей шлюб тривав до кінця його життя. Еґер служив на борту «Скарборо» до вересня 1932 року.
Далі пішли інші морські команди. На початку 1936 він служив на борту 4190-тонного зенітного крейсера «Келью», який був частиною резервного флоту на Норі. Потім, з 15 січня 1937 Еґер командував своїм улюбленим кораблем, легким крейсером «Емеральд» («Смарагд»), який разом з однотипним «Ентерпрайзом» був найшвидшим кораблем у Королівському флоті зі швидкістю 35 вузлів.
«Емеральд» був прикріплений до Ост-Індської станції з січня 1937 по липень 1938. Потім Еґер служив капітаном Королівського військово-морського коледжу в Гринвічі, Велика Британія, але влітку 1939 його повернули до командування «Емеральдом».

## Друга світова війна

### «Емеральд», золоті злитки та північноатлантичні конвої
Коли 3 вересня 1939 почалася війна, Еґер командував «Емеральдом» і, як і в 1914, був спрямований на Скапа-Флоу. Невдовзі його кораблю було наказано перейти до «Північного патруля» між Фарерськими островами та Ісландією, щоб перехопити будь-які німецькі торгові кораблі, які намагаються повернутися на батьківщину. Другим обов'язком було зупинити нейтральні кораблі та перевірити наявність контрабанди, що прямувала до Німеччини. «Емеральд» щойно повернувся до Скапи 1 жовтня 1939, коли Еґер отримав наказ під грифом «цілком таємно» продовжити курс до Плімута, Велика Британія.
3 жовтня «Емеральд» кинув якір у Плімуті. Через деякий час контр-адмірал Ланселот Голланд проінформував Еґера про його місію. Письмова інструкція була наступною:
«Два мільйони фунтів стерлінгів у золотих злитках мають бути відправлені на кожен корабель до Галіфакса. Очікується, що залізнична вантажівка буде розміщена біля кожного корабля близько 01:00 7 жовтня. Очікується, що кожна вантажівка буде містити 148 ящиків вагою 130 фунтів. Загальна кількість ящиків пронумерована від Z 298 до Z 741 включно. Після прибуття на судно на кожну вантажівку встановлять охорону. Посадка повинна розпочатися близько 06:30 або, як тільки дозволить світловий день. Необхідно вжити відповідних заходів для нагляду за кожною коробкою від розвантаження з вантажівки до розміщення на судні. Нарешті, квитанцію слід надіслати до "C-in-C Western Approaches" у формі додатку.»
7 жовтня 1939 «Емеральд» відплив із Плімута, до Галіфакса, Нова Шотландія, разом із золотими злитками з Банку Англії, які прямували до Монреаля, Квебек, Канада, для оплати американських військових матеріалів. Ця подорож була під найсуворішою таємницею. У компанії двох старих лінкорів «Рівендж» і «Резолюшн», крейсер «Ентерпрайз» і старий крейсер «Карадок», зіткнулися з одним із найважчих морів, з якими мав справу Еґер. На той час, коли вони досягли Галіфакса, «Емеральд» втратив корабельні човни, плоти та різноманітні глибинні бомби, дроти, кайдани та інше цінне обладнання, не кажучи вже про літак-спостерігач Fairey Seafox.
Після прибуття в Галіфакс «Емеральд» був призначений для супроводу конвою в Північній Атлантиці на зворотному рейсі. Великий конвой був наповнений американськими боєприпасами. Оскільки «Емеральд» був розроблений та обладнаний для роботи у м'якому кліматі, це було дуже незручно, а також небезпечно. Канадський Червоний Хрест надав великий запас теплих рукавичок, вовняних шаликів, панчіх для морських черевиків, шкіряних головних уборів з вовною та хутром, а також вовняної нижньої білизни, оскільки екіпаж був погано підготовлений до того, аби протистояти зимовим штормам зі своїм тропічним спорядженням. Під час подорожі до Сполученого Королівства конвой втратив два торгових судна, які переслідували підводні човни.
Серед конвоїв, які супроводжував «Емеральд», був перший конвой канадських військ у листопаді 1939, коли 7500 військових без інцидентів досягли Британії. Конвойне чергування тривало всю люту зиму 1939/40. Обслуговування Еґера як капітана «Емеральду» було завершено в червні 1940 після супроводу контингенту канадських солдатів на мудні «Імператриця Австралії» для окупації Ісландії. У Клайді Еґер передав командування своїм улюбленим кораблем і пішов із вигуками своїх офіцерів і екіпажу, що дзвеніли у вухах. Потім його призначили командувати лідером есмінців «Малкольм» керівником 16-ї флотилії есмінців, що базувалася в Гарвічі. Це було перше призначення за півроку на тимчасову службу.

### Операція Lucid
Еґер відповідав за планування та виконання операції «Lucid» у вересні 1940, спробувавши вдарити по німецьких баржах в Булоні та Кале, Франція, та підпалити їх. Це був відчайдушний час, і будь-який захід, хоч би ризикований, який міг би зірвати плани німецького вторгнення, вітався. План мав особисту підтримку Вінстона Черчілля.
У супроводі різних допоміжних суден Еґер кілька разів у вересні та жовтні 1940 відправлявся до Булоні на чотирьох невеликих старих нафтових танкерах, наповнених спеціальним запальним паливом (так звана «спеціальна суміш Еґера»). Потреба воєнного часу в нафтових танкерах була настільки великою, що Еґерові були доступні лише судна, непридатні для конвойної роботи. Дуже поганий механічний стан цих кораблів заважав роботі. Негода або механічні поломки змусили скасувати перші спроби.
Здавалося, що остання спроба була успішною, доки командний корабель з Еґером на борту, «Гамблдон», есмінець типу «Хант», не врізався в акустичну шахту в середині протоки і отримав серйозні пошкодження. Його довелося буксирувати назад до Великої Британії. На зворотному шляху «Гамблдон» обстріляли німецькі берегові батареї на французькому узбережжі, не отримавши удару у відповідь.
Сезон був надто пізній для чергової спроби. У всякому разі, загроза вторгнення відступила.

### Берегові війська
25 листопада 1940 Еґер був призначений офіцером штабу контр-адмірала, який командував береговими військами. Це була критична позиція, оскільки німці енергійно атакували прибережні конвої, що йшли вниз по Ла-Маншу і вгору і вниз по східному узбережжю від Шотландії до північного сходу Великої Британії аж до Лондона. Загрози надходили від літаків, мін і швидкісних німецьких моторних торпедних катерів під назвою E-boats. Британія дозволила своїм прибережним силам погіршитися з тих часів, коли сам Еґер командував CMB.
Один прибережний конвой восени 1940 втратив чотирнадцять із двадцяти п'яти кораблів між Лондоном і Брістолем. Так само великими були витрати на конвої на Східному узбережжі, оскільки загроза, що німецькі човни «E-boats» швидко кинуться з портів Нижніх країн. Проблема полягала в тому, що якщо прибережні конвої будуть припинені, британська залізнична мережа не зможе впоратися з додатковим транспортом, і фабрики будуть простоювати через брак сировини. Судна, які використовувалися в прибережній торгівлі, були невеликими і спеціально розробленими для служби та мали обмежену корисність на океанських конвоях. Особливо важливим було транспортування вугілля з північного сходу Великої Британії до Лондона.
Еґер наполегливо працював на цій посаді з листопада 1940 по липень 1941, коли отримав нове мореплавське командування.

### «Дорсетшир»
Агар був призначений капітаном 9925-тонного важкого крейсера «Дорсетшир» в серпні 1941. Корабель мав катапультований розвідувальний літак (Supermarine Walrus), мав велику дальність і був розроблений для пошуку та знищення ворожих торгових рейдерів. Він був призначений на службу охорони конвою в Південній Атлантиці і покинув Шотландію під час своєї першої місії, супроводжуючи повільний конвой до Південної Африки з зупинкою у Фрітауні, Сьєрра-Леоне.
Базований у Фрітауні, «Дорсетшир» працював з крейсерами «Ньюкасл», а пізніше — з «Данідін» і «Девоншир». На деякий час до них приєднався авіаносець «Ігл». Їх завданням було захистити торгівлю союзників у Південній Атлантиці від німецьких надводних рейдерів і підводних човнів. Особливою метою британських крейсерів були кораблі постачання, які поповнювали німецькі підводні човни і надводні рейдери. Без них підводні човни повинні були б відійти. 22 листопада 1941 року «Девоншир» потопив німецький торговий рейдер «Атлантіс».
1 грудня 1941 «Дорсетшир» наштовхнувся на німецький корабель постачання «Пітон», який негайно спробував втекти. Оскільки ця територія була місцем, куди торгові кораблі рідко заходили, Еґер випустив два залпи по кораблю, один наперед, а другий позаду, як попередження. При цьому «Пітон» затопив себе. «Дорсетшир» не зупинявся, щоб забрати вцілілих, оскільки знав, що поблизу можуть бути підводні човни.
Один з німецьких підводних човнів, що прямував до «Пітона» для дозаправки, помітив «Данідін» і потопив його. З екіпажу «Данідіна», що налічував 486 офіцерів і чоловіків, вижили лише чотири офіцери та 63 рядових.

### Японці в Індійському океані
«Дорсетшир» був пришвартований на військово-морській базі Саймонс-Таун, Південна Африка, 7 грудня 1941, коли японці напали на Перл-Харбор і незабаром після цього на позиції Великої Британії в Гонконзі, Шанхаї та Малайї. Йому негайно було наказано супроводжувати колону британських військ, які щойно прибули з Галіфаксу на американських транспортних човнах, спочатку призначених на Близький Схід, але тепер перенаправлених до Сінгапуру. «Дорсетшир» довів їх до Бомбея, а потім повернувся до Дурбана, щоб супроводжувати інший конвой до Адена та Бомбея. Це було найважливішим обов'язком, оскільки ці конвої тепер були вразливі для нападу як німецьких, так і японських рейдерів, проходячи повз менш ніж дружній французький острів Мадагаскар, що знаходився під владою режиму Віші. Потім «Дорсетширу» було наказано супроводжувати конвой, щоб вивести якомога більше цивільних осіб із Сінгапуру, перш ніж острів захопили японці. Човен благополучно доставив їх до Коломбо, Цейлон.
Потім Еґеру було доручено перевезти і висадити групу зі 100 королівських морських піхотинців у Бірмі, щоб переслідувати японські війська, що вторглися, даючи основним силам час для евакуації до Янгону. Потім «Дорсетшир» супроводжував останній конвой, який вийшов з Янгону, перш ніж він впав 8 березня 1942.
«Дорсетшир» не був обладнаний для дії в зоні з ворожою авіацією, і Еґер намагався додати зенітні гармати в Коломбо, а також демонтувати та переобладнати свої двигуни та котли, щоб відповідати майбутнім викликам, коли надійшло повідомлення, що ворожий флот увійшов до Індійського океану. Про напад японців на британські позиції в Бенгальській затоці див. Рейд в Індійському океані. Еґер зупинив переобладнання, знову зібрав свою техніку і вийшов у море так швидко, як міг. Виходячи з інформації про те, що японський флот повернувся назад, адмірал Сомервілл наказав «Дорсетширу» повернутися до Коломбо, щоб завершити ремонт. Еґер знову почав розбирати свою техніку та чистити котли. Адмірал порту сказав йому, що на його корабель через два дні прибудуть зенітні установки. Була субота, 4 квітня, напередодні Великодня.
«Дорсетшир» був частиною флоту застарілих британських лінкорів з двома невеликими застарілими авіаносцями та прикріпленими крейсерами, які поспіхом зібрали разом, щоб зупинити просування японських військово-морських сил в Індійський океан. Адмірал Джеймс Сомервілль перемістив основну частину флоту на секретну базу на атолі Адду на Мальдівах, оскільки знав, що його флот не зрівняється з японцями. Його головним обов'язком було тримати відкриті морські шляхи до Індії, до нафтових родовищ Перської затоки та до 8-ї армії в Єгипті, намагаючись у той час зупинити німецьку та італійську армії під командуванням генерала Ервіна Роммеля.

### Кінець «Дорсетшира»
«Дорсетшир» певним чином став жертвою відсутності британської розвідки щодо можливостей японського флоту. Ні Еґер, ні Сомервілль не мали жодного уявлення про те, що дальність дії японських морських пікіруючих бомбардувальників майже вдвічі більша, ніж у відповідних британських літаків. Щоб вижити, отримавши друге попередження про присутність великого японського флоту в західному напрямку в Індійському океані, йому довелося б покинути Коломбо якомога швидше і на максимальній швидкості рухатися на захід.
У суботу вдень, 4 квітня 1942, за терміновим повідомленням Еґер був викликаний до операційної кімнати бази в Коломбо. Летючий човен «Каталина» щойно повідомив, що стежить за великими силами ворожих авіаносців у супроводі лінкорів, що рухаються на захід від Малаккської протоки, безпосередньо до Цейлону. Це був флот адмірала Нагумо.
Адмірал Сомервілль перебував на Мальдівах за межами безпосередньої досяжності наступаючих японців. Отримавши звістку, він пішов далі зі шляху Нагумо і викликав «Дорсетшир» і «Корнуолл», який також був у Коломбо, щоб приєднатися до нього з усією швидкістю. Вибір місця зустрічі він залишив адміралу, який командував у Коломбо. Знадобилося шість довгих годин, щоб зібрати корабельну техніку та підготувати її до моря. Два крейсера вийшли з гавані Коломбо о 22:00 4 квітня. Місце зустрічі затвердив адмірал Сомервілль. Це була фатальна помилка, оскільки більш західний пункт зустрічі врятував би два кораблі. Кораблі могли розвивати швидкість лише 28 вузлів, максимальну швидкість, яку міг досягти «Корнуолл».
На світанку, у Великодню неділю, 5 квітня 1942, Еґер отримав сигнал, що японський флот знаходиться всього в 120-ти милях на південь від Коломбо. О 8 ранку японці почали атаку на порт. Подальші повідомлення від Коломбо не надходили (постраждала їхня радіовежа).
У цей момент, не маючи подальших наказів, оскільки Сомервілль зберігав радіомовчання, а радіовежа в Коломбо вийшла з ладу, Еґер ухвалив фатальне рішення. Своїм першим обов'язком він вважав повернення до флоту в надії розпочати нічну атаку на японців і вирішив продовжити рух на південь до місця зустрічі замість того, щоб прямувати на захід із небезпечної зони. Об 11:30 їх помітив японський патрульний літак. Залишилося шість годин світлового дня. Еґер продовжив рух до місця зустрічі. Він порушив радіомовчання, щоб повідомити Сомервіллю про своє рішення. До місця зустрічі було 90 миль.
Обидва кораблі були спіймані японськими пікіруючими бомбардувальниками о 13:00, а «Дорсетшир» затонув через вісім хвилин після попадання першої бомби. Човен потонув о 13:50 після того, як його вдарили 10 бомб. Загалом загинуло 234 людини, а 500, включаючи капітана, вижили у воді, врятувавшись через 32 години. Лише 16 чоловіків, які зайшли у воду, загинули, що свідчить про дисципліну екіпажу та лідерство Еґера та інших офіцерів і старшин. «Корнуолл» також був потоплений.
Еґер наполегливо працював, щоб врятувати свою команду, підбираючи поранених на китобійне судно, збираючи відстаючих і даючи добрі поради. Вцілілі повідомляють, що він говорив спокійно.
Наступного дня «Fairey Swordfish» знайшов у воді людей, а через годину — легкий крейсер «Ентерпрайз» і есмінці «Паладин» і «Пантера» прибули, щоб врятувати тих, хто вижив. Еґера взяли на борт «Паладина».
Під час бою Еґер був поранений в ногу осколком. Ця рана стала септичною в результаті того, що її залишили без нагляду після занурення. Коли «Дорсетшир» затонув, Еґе був затягнутий глибоко і під час підйому отримав газову емболію з серйозними пошкодженнями легенів (тобто «баротравму легенів»). На поверхні Еґер проковтнув нафту. Ці травми вплинули на його придатність до подальшої морської служби. Йому було п'ятдесят два, він провів тридцять сім років на службі. Після короткого перебування в Бомбеї, де його здоров'я погіршилося, Еґера відправили в лікарню в Південній Африці. Нога зажила, але проблеми з легенями від повітряної емболії та нафти, яку він проковтнув, залишилися з ним на все життя. Він прибув до Великої Британії 28 травня 1942.

## Пізніше життя
Після місячної відпустки непридатний Еґер був відправлений в Белфаст для нагляду за будівництвом і добудовою нового авіаносця «HMS Єдиноріг». За цим завданням він працював деякий час і в 1943 був внесений до відставного списку.
Еґер був призначений командором у 1943, коли він знову служив президентом і капітаном Королівського військово-морського коледжу в Гринвічі. На цій посаді він прослужив до 1946 і повернувся до свого основного звання капітана.
Еґер написав дві гідні уваги книги про свою морську кар'єру. Вийшовши на пенсію, він займався фермою в Алтоні, Гемпшир, Англія. Його господарство виробляло полуницю. Його клубами були Атенеум і Королівська яхт-ескадрилья.
Аґастес Еґер помер 30 грудня 1968 року і був похований на кладовищі Алтона. 28 березня 1969 його заповіт було підтверджено на 9580 фунтів стерлінгів.
Дружина Еґера, Іна, відвідувала зустрічі екіпажу «Дорсетшир» після його смерті.
Хрест Вікторії Еґера експонується в Імперському військовому музеї в Лондоні разом з його телескопом. Там зберігаються його інші медалі та різні папери, включаючи квитанцію на золоті злитки, доставлені в Галіфакс, Нова Шотландія, у 1939.
HM Coastal Motor Boat 4, його човен на Балтиці, постійно експонується в Імперському військовому музеї Даксфорда.

## Характер і манера
Аґастес Еґер був описаний Альфредом Дрейпером у своїй книзі «Операція Риба» як «струнка, бездоганно уніформа людина з надзвичайно ввічливою манерою». Він мав репутацію людини, що багато чого очікувала від своїх підлеглих, але також піклувалася про їхні інтереси. Прибувши до Плімута в неділю, 29 жовтня 1939, після виснажливих двох місяців безперервної морської служби в Північній Атлантиці, йому повідомили, що він повинен підготувати свій пошкоджений корабель до моря за шість днів. Еґер відправив своїх людей додому на вкрай необхідний відпочинок і залишився сам, щоб особисто контролювати ремонт на верфі. Він розробив спосіб (опираючись на свій мурманський досвід у 1917–1918 рр.) для подачі парового тепла в їдальню, щоб чоловіки, що виходять з морозу і йдуть на службу, могли «розігрітися».